# دهستان حمیری
دهستان حمیری، یکی از دهستان‌های بخش ساربوک شهرستان قصرقند در استان سیستان و بلوچستان ایران است. مرکز این دهستان، روستای حمیری است.

## جمعیت
بر پایه سرشماری عمومی نفوس و مسکن در سال ۱۳۹۵، جمعیت دهستان حمیری برابر با ۸٬۷۷۱ نفر بوده‌است.